# Lactariidae
Lactariidae é uma família de peixes da subordem Percoidei, superfamília Percoidea. Esta família é representada por apenas um género e uma espécie, Lactarius lactarius.

## Sinónimos
- Lactarius burmanicus  Lloyd, 1907
- Lactarius delicatulus  Valenciennes, 1833
- Scomber lactarius  Bloch & Schneider, 1801